# Leonid Bieda
Leonid Ignatjewicz Bieda (ros. Леонид Игнатьевич Беда; ur. 16 sierpnia 1920 w Nowopokrowce k. Kustanaju, zm. 26 grudnia 1976 w Mińsku) – radziecki lotnik wojskowy, generał porucznik lotnictwa, dwukrotny Bohater Związku Radzieckiego (1944 i 1945).

## Życiorys
Urodził się na terytorium obecnego północnego Kazachstanu w rodzinie ukraińskiej, w 1940 skończył Uralski Instytut Pedagogiczny i klub lotniczy w Uralsku. W sierpniu 1940 został wcielony do Armii Czerwonej, w 1942 skończył Czkałowską Wojskową Szkołę Lotniczą w guberni orenburskiej. Od sierpnia 1942 walczył na frontach II wojny światowej jako lotnik, od stycznia 1943 starszy lotnik, potem nawigator i dowódca eskadry, pomocnik dowódcy 505 pułku lotniczego. Do kwietnia 1944 wykonał 109 lotów bojowych. Walczył pod Stalingradem, na Froncie Południowym, 4 Froncie Ukraińskim i 3 Froncie Białoruskim, brał udział w operacji melitopolskiej, operacji krymskiej, operacji białoruskiej i nadbałtyckiej. Podczas wojny wykonał 214 lotów bojowych na Ił-2. Dekretem Prezydium Rady Najwyższej ZSRR z 26 października 1944 został uhonorowany Złotą Gwiazdą Bohatera ZSRR i Orderem Lenina. 29 czerwca 1945 ponownie otrzymał ten tytuł i gwiazdę. 
W 1945 skończył kurs dokształcający dla dowódców w szkole lotniczej w Lipiecku, do 1947 służył w jednostkach lotniczych Białoruskiego Okręgu Wojskowego. W 1950 skończył Wojskową Akademię Lotniczą w Monino. Był dowódcą pułku i zastępcą dowódcy dywizji lotniczej w Turkiestańskim Okręgu Wojskowym. W 1957 skończył Akademię Sztabu Generalnego Sił Zbrojnych ZSRR im. K. Woroszyłowa w Moskwie. Dowódca dywizji powietrznej w Lidzie (1966-1968), I zastępca dowódcy (1968-1972), następnie dowódca 26 Armii Lotniczej Białoruskiego Okręgu Wojskowego. Deputowany do Rady Najwyższej Białoruskiej SRR. Mieszkał w Mińsku. Zginął w wypadku samochodowym w obwodzie brzeskim wraz z przewodniczącym Prezydium Rady Najwyższej Białoruskiej SRR Fiodorem Surganowem. Pochowany na Cmentarzu Wschodnim w Mińsku.
Jego imieniem nazwano ulice w Kustanaju, Mińsku i Lidzie. W Kustanaju znajduje się jego popiersie. W domu, w którym mieszkał (przy ul. Janka Kupały 7) wmurowano tablicę pamiątkową.

## Odznaczenia i nagrody
- Złota Gwiazda (dwukrotnie)
- Order Lenina (1944)
- Order Czerwonego Sztandaru (czterokrotnie - 1943, 1943, 1944, 1968)
- Order Aleksandra Newskiego (1944)
- Order Wojny Ojczyźnianej I stopnia (1945)
- Order Czerwonej Gwiazdy (1942)
- Medal „Za zasługi bojowe” (1950)
- Medal 100-lecia urodzin Lenina
- Medal „Za zwycięstwo nad Niemcami w Wielkiej Wojnie Ojczyźnianej 1941–1945”
- Medal jubileuszowy „Dwudziestolecia zwycięstwa w Wielkiej Wojnie Ojczyźnianej 1941–1945”
- Medal jubileuszowy „Trzydziestolecia zwycięstwa w Wielkiej Wojnie Ojczyźnianej 1941–1945”
- Medal „Za zdobycie Królewca”
- Medal jubileuszowy „30 lat Armii Radzieckiej i Floty”
- Medal jubileuszowy „40 lat Sił Zbrojnych ZSRR”
- Medal jubileuszowy „50 lat Sił Zbrojnych ZSRR”
- Medal „Za nienaganną służbę” I klasy
- Medal „Za nienaganną służbę” II klasy
- Odznaka i tytuł „Zasłużony Pilot Wojskowy ZSRR (1971)
- Honorowe obywatelstwo Kustanaj
- Honorowe obywatelstwo Lidy